# جيروم بي. روبرتسون
جيروم بي. روبرتسون (بالإنجليزية: Jerome B. Robertson)‏ هو عسكري وسياسي أمريكي، ولد في 14 مارس 1815 في مقاطعة ودفورد في الولايات المتحدة، وتوفي في 7 يناير 1890 في واكو في الولايات المتحدة. انتخب عضو مجلس ولاية تكساس.